# Konstandinos Kanaris
Konstandinos Kanaris, conegut també com a Constantí Kanaris o Canaris (en grec: Κωνσταντίνος Κανάρης) (1793 o 1795 - 2 de setembre de 1877) va ser un almirall grec que va combatre en la guerra d'independència del seu país i va participar així mateix en els seus primers governs.

## Biografia

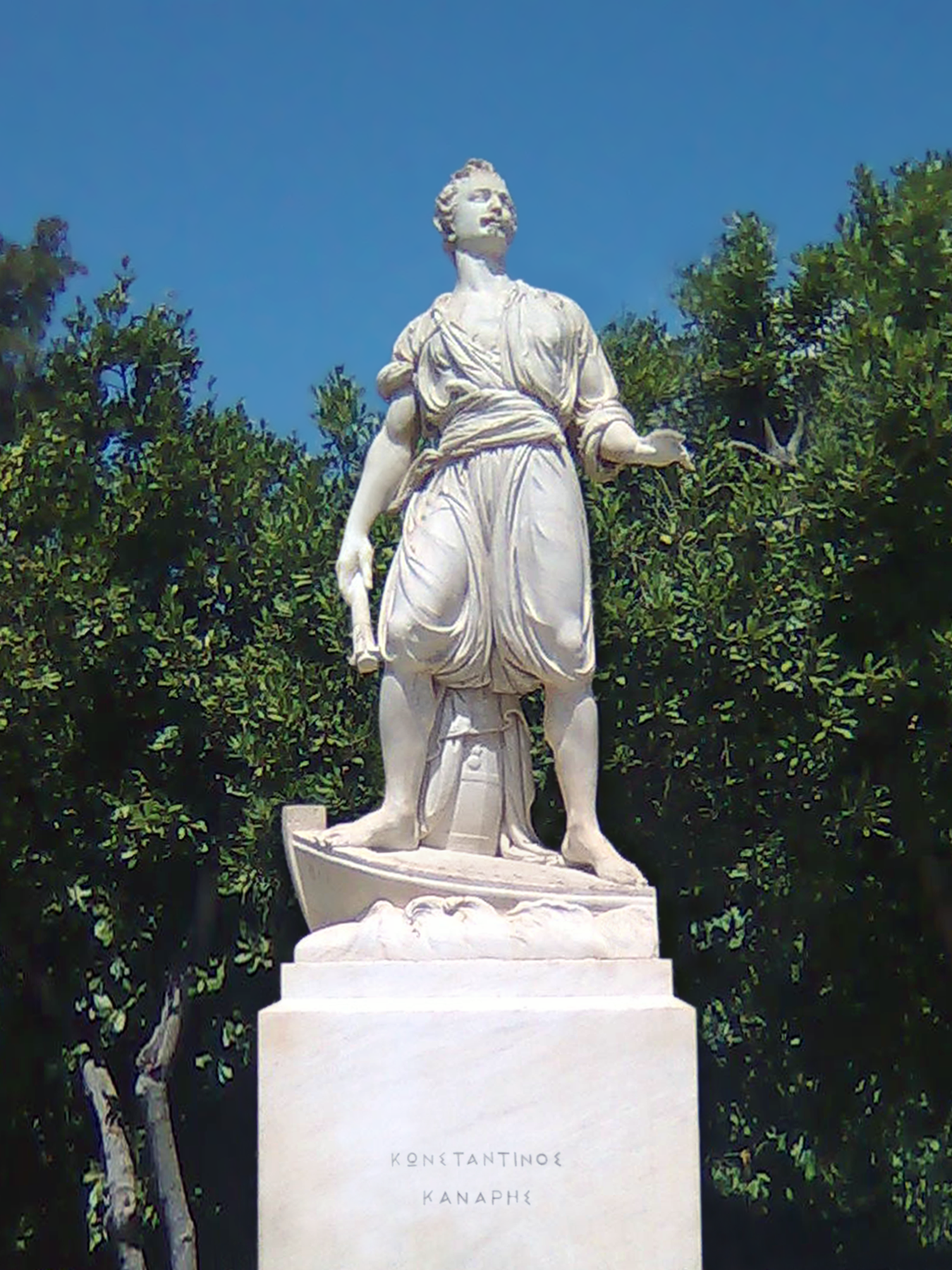
Estàtua de Konstandinos Kanaris a Atenes.

Constantí Kanaris va néixer a Psara, illa del Mar Egea. Va quedar orfe de jove. La majoria dels seus familiars van morir a principis del segle xviii, per la qual cosa va començar a treballar sota les ordres del seu oncle Dimitris Bourekas. El 1817 es va casar amb Despoina Maniatis, membre d'una de les famílies més riques de les illes. Van tenir set fills en total.

### Guerra d'independència de Grècia
Va participar en la Guerra d'independència de Grècia des del seu principi, el 1821. Va arribar a un petit port de Xipre prop del poble d'Agios Sergios el 19 de juny de 1821 des d'Egipte i després d'una breu parada va fondejar els seus set vaixells a la badia d'Asprovryssi reclutant gran nombre de xipriotes per lluitar a Grècia creant la "Columna dels xipriotes" («Φάλαγγα των Κυπρίων»), comandada per Haji Christos Boulgaris mentre es repartien proclames per tots els racons de l'illa. Va guanyar gran renom en els combats i al final de la guerra va obtenir el grau d'almirall, destruint el vaixell insígnia otomà on va morir el kapudan paixà Nasuhzade Ali Paixà després de la massacre de Quios el juny de 1822.
Per intentar aturar Ibrahim Paixà, Konstandinos Kanaris va liderar l'atac a Alexandria en 1825 per destruir la flota egípcia, que va fracassar a causa d'un canvi sobtat de vent.

### República hel·lènica i Monarquia
Kanaris va ser un dels pocs que Ioannis Kapodístrias li tenia confiança, el primer Cap d'Estat de la Grècia independent. Va servir com a ministre en diferents governs, i després com a primer ministre en el govern provisional, a partir d'11 març - 11 abril de 1844. Va servir un segon mandat (27 d'octubre de 1848 fins al 24 de desembre de 1849), i com a ministre de Marina el 1854 en el gabinet de Mavrokordatos.
El 1862, va ser un dels pocs veterans de la Guerra de la Independència que va ajudar en la revolució incruenta que va deposar el rei Otó I de Grècia i de posar el príncep Guillem de Dinamarca en el tron grec com el rei Jordi I de Grècia. En virtut de Jordi I, va exercir com a primer ministre per a un tercer mandat (17 de març fins al 28 d'abril de 1864) i encara ho seria un quart i cinquè mandat, (7 d'agost de 1864 fins al 9 de febrer de 1865), i últim termini (7 de juny fins al setembre de 1877).
Kanaris va morir el 2 de setembre de 1877, servia com a primer ministre. Després de la seva mort, el seu govern es va mantenir en el poder fins a 14 setembre de 1877, sense posar-se d'acord sobre un substitut. Va ser enterrat en el primer cementiri d'Atenes, on la majoria dels primers ministres grecs i personatges cèlebres també hi estan enterrats. Després de la seva mort va ser honrat com heroi nacional.
Wilhelm Canaris, cap de l'Abwehr alemanya durant la Segona Guerra Mundial, afirmava ser descendent llunyà de Konstandinos Kanaris, però no s'ha pogut demostrar. En realitat, és més probable que l'alemany procedís d'una família italiana establerta a Alemanya des del segle xvii.

## Honors

### Honors grecs
- Orde del Salvador (Regne de Grècia): Gran Creu, 1864

### Honors estrangers
- Orde Reial Güelf (Regne de Hannover): Gran Creu
- Orde de la Dannebrog (Regne de Dinamarca): Gran Creu

## Galeria

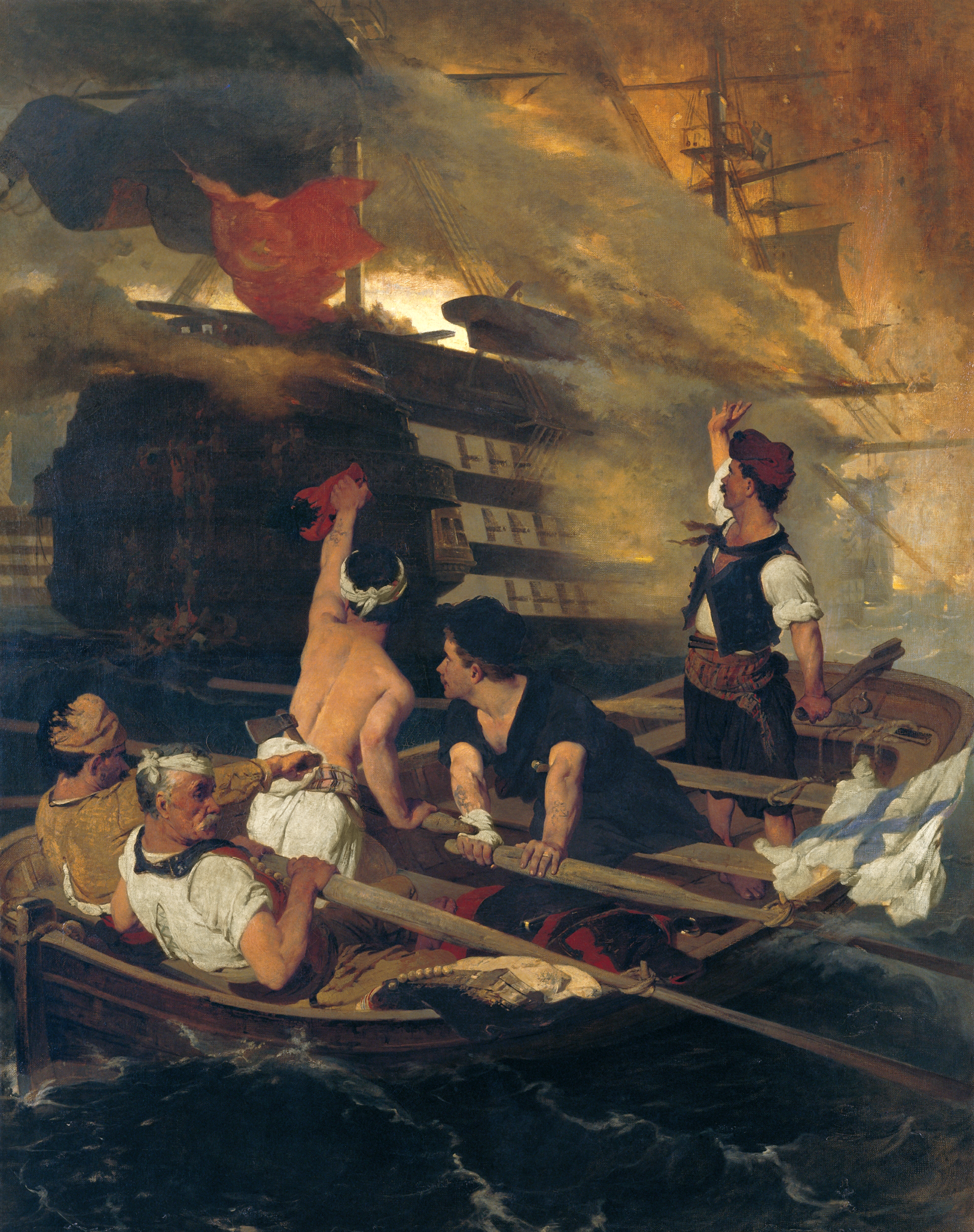
La destrucció del vaixell insígnia otomà a Quíos per Konstandinos Kanaris. (Lazaros Fytalis).
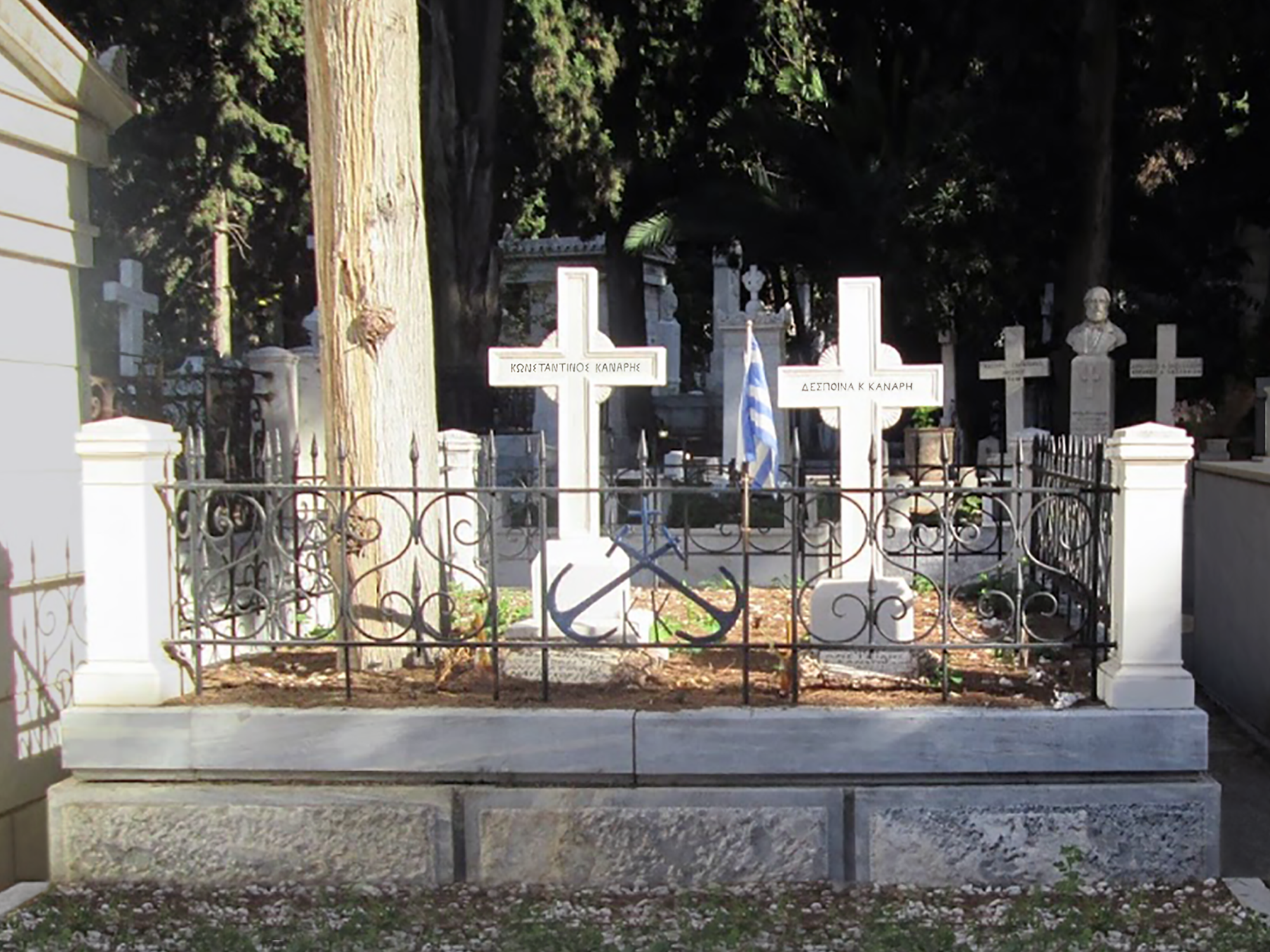
Tomba de Konstandinos Kanaris a Atenes.
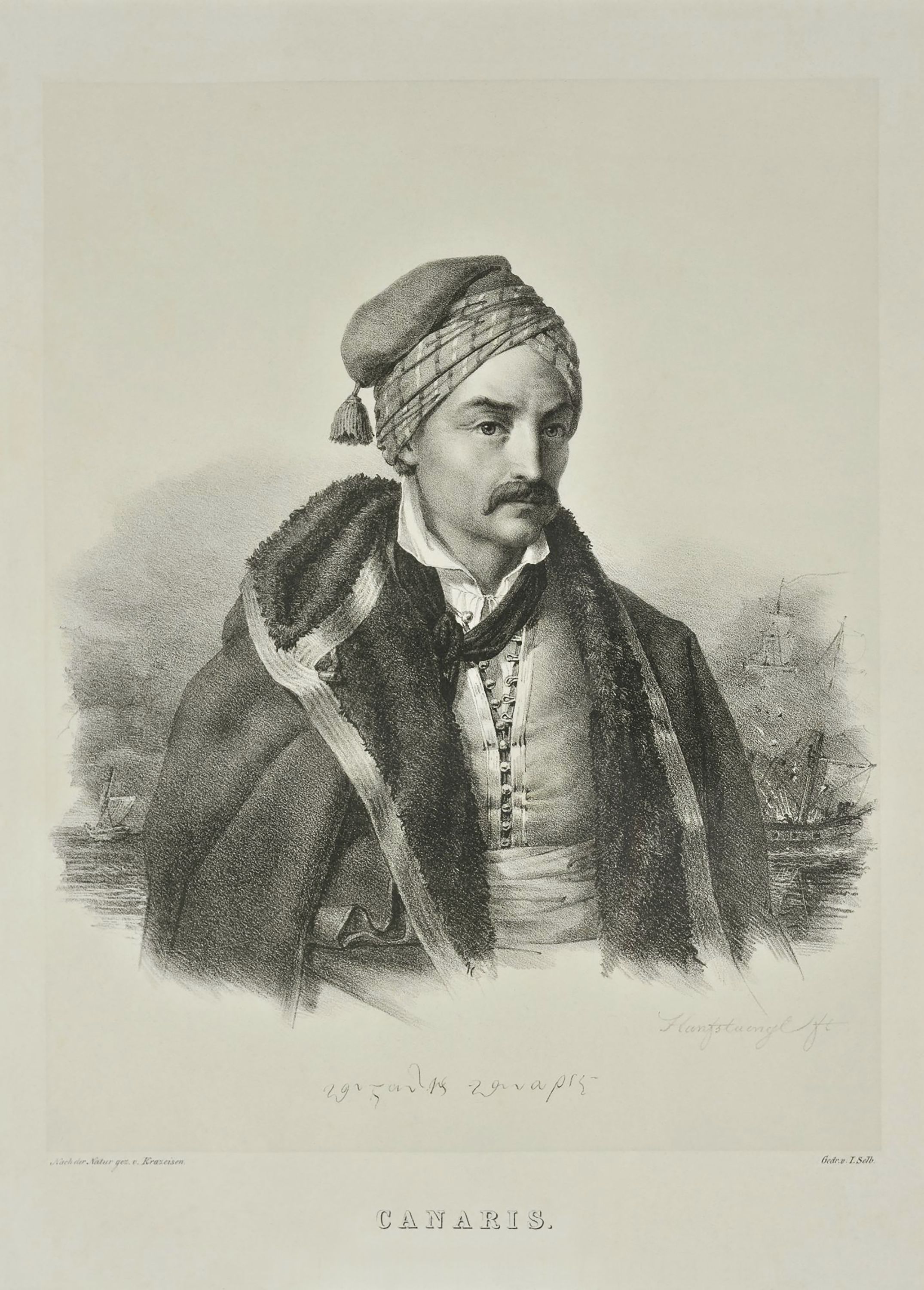
Konstandinos Kanaris (Karl Krazeisen).

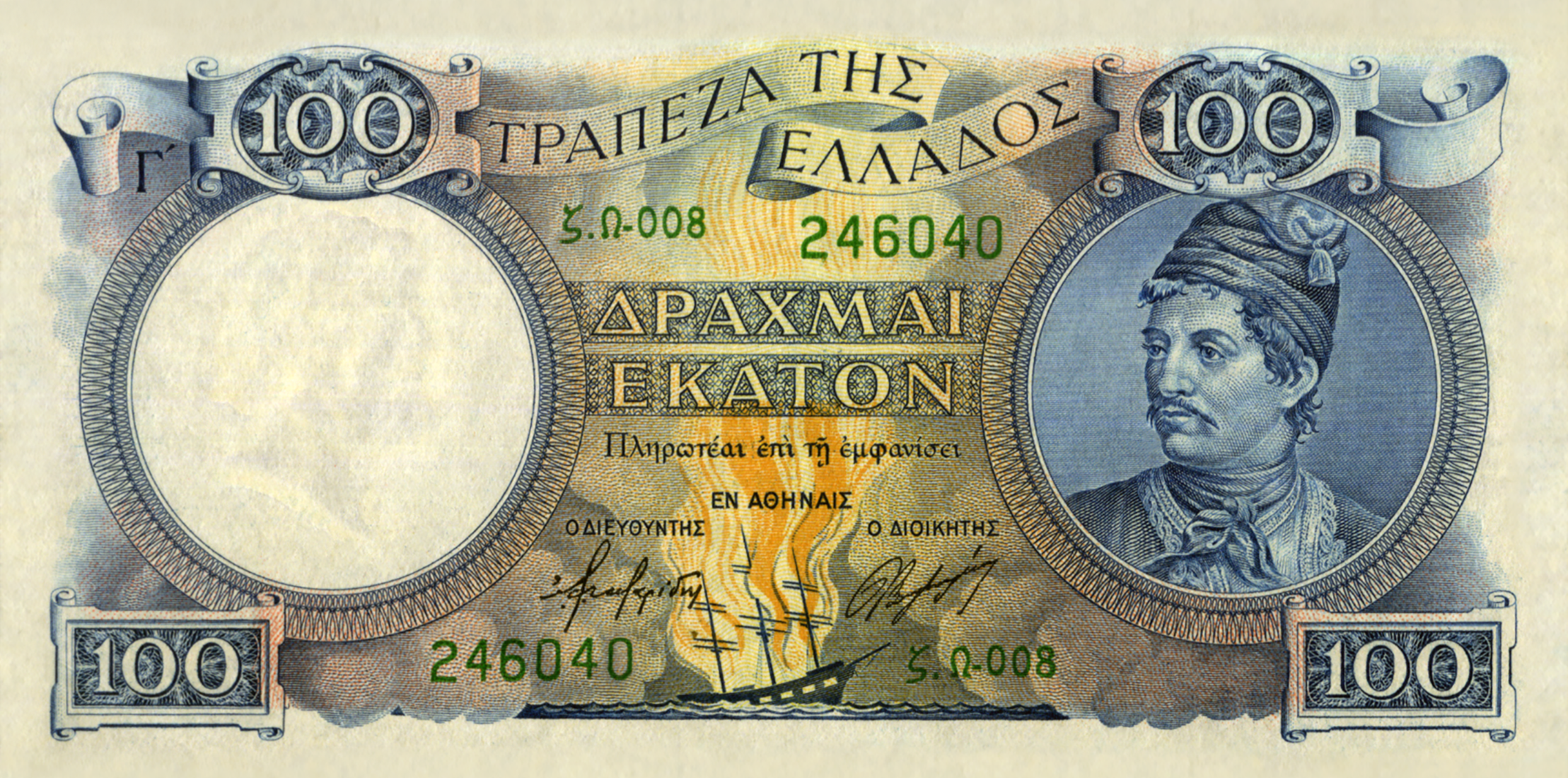
Bitllet grec de 100 dracmes amb l'efígie de Konstandinos Kanaris (1944).